# 추상훈
추상훈(秋相熏, 2000년 2월 3일 ~ )는 대한민국의 축구 선수로, 포지션은 오른쪽 윙어, 오른쪽 풀백이며, 전남 드래곤즈 소속으로 현재 김천 상무로 군 복무 중이다.